# 张化东
张化东（1914年6月26日—1996年8月），原名张保中。辽宁省西丰县人，中华人民共和国政治人物。

## 生平

### 民国时期
1931年九一八事变后，1932年在西丰中学读书时经同学赵一鹤介绍参加抗日救国会，从事抗日救亡的宣传活动。1933年夏，该组织被日伪侦知进行大搜捕，张化东逃出后去北平，与宋黎联系继续参加东北学生抗日救亡活动。1934年，考入在北平的东北大学政治经济系。在一二九运动中，他担任突击队员。加入了中华民族解放先锋队。1936年8月和部分同学到西安，加入了东北军学兵队。与郭峰同学。主要学习军事、政治理论、抗日形势。1936年8月，他由傅纪纲介绍，加入中国共产党。同年10月底，被派到张学良的卫队二营第七连任指导员。因张学良不同意指导员的名义，后改任副连长，仍负责政治工作。西安事变前夕，张化东所在的七连部分士兵奉命改扮成学生模样参加西安学生游行示威，张化东带短枪暗中保护。随后，七连开赴西安坝桥镇待命。12月12日凌晨4时，七连奔赴临潼骊山华清池与蒋介石的卫队展开激战，约8时左右在一块大石头后面抓到了蒋介石逮解送西安城。因他捉蒋有功，受到了张学良的传令嘉奖，并奖励150块银元，同时提升为卫队营营副。西安事变后，张学良护送蒋介石回南京被扣留，东北军被瓦解，分别调往安徽、江苏等地。原学兵连也被迫调离东北军。中共地下组织决定他回到北平由北方局重新分配工作。
1937年6月，张化东受党组织派遣到内蒙西部的五原巴斯蒲隆垦区(今属巴彦淖尔盟)以雇工身分为掩护，做农牧民工作。七七事变爆发后，1937年10月，夺取武器成立东北抗日先锋队，白乙化担任队长、王德任政委，张化东任排长、骑兵队长。1938年春，这支部队开赴河北密云、怀柔一带。张化东被留在晋西北区党委做地方工作。不久，张化东被派到静乐县、崞县任县委常委武装部长和组织部长。1939年初，调任中共岚县县委书记，领导当地军民开展抗日斗争。1940年，张化东调任中共晋绥分局岢岚地委常委兼武装部长。在艰苦的抗日斗争中，张化东患病，于1941年初去延安中央党校学习。1942年2月，在延安成立了东北干部训练班，4个月后，韩光、张化东、张召率领干训班的学员离开延安前往晋察冀中央分局所在地——河北省平山县向聂荣臻报道，研究向东北进发开辟抗日新区问题。1942年7月，组成东北工作委员会，张化东担任组织委员。1942年9月，张化东等从河北平山县出发长途跋涉4个月，经平西、平北抗日根据地到冀东迁安县的长城一带找到中共冀东区党委代理书记李运昌。李运昌兼任冀东区东北工作委员会书记，赵濯华为副书记，杨雨民任宣传委员。然后，人分两路向东北进发。杨雨民率一支武装工作队开往热河围场县一带，赵濯华和张化东带领几名干部和一个班的武装组成武工队到秦皇岛、山海关向东北挺进。在此同时，组建了临(榆)、抚(宁)、昌(黎)、凌(源)、青(龙)、绥(中)联合县党工委，张化东任书记，宋国祥、张仲三为委员。又成立了联合县行政办事处(即县抗日政府)，张化东兼任办事处主任，宋国祥任副主任。长城内外的抗日活动开展起来，从临榆、抚宁的北部逐渐向青龙、建昌、凌源一带发展，以武装斗争和组织民众开辟大片新区。花厂峪是塞外燕山老岭东侧的深山老峪，地势险要，张化东、信修等八路军干部带领精悍的武工队以这里为中心地带同日伪军队展开了武装斗争。1943年初，日军加紧了“满洲国西南边境的肃正”，大搞“治安强化”，调集大批军队清剿在长城一带坚持抗战的武工队和游击队。强制推行集家并村，划定“无住禁作地带”，对抗日游击区实行三光政策，不断扩大无人区，长城抗战处于极为艰苦的阶段。冀东十三地委决定撤销临抚凌青绥联合县，在关外成立了凌青绥联合县党工委和行政办事处，临榆和抚宁划入关内组成联合县。张化东担任了凌青绥联合县党工委书记，信修任联合县办事处主任。张化东领导的凌青绥工委不断派出战斗组到建昌县的和尚房子、凌源县的刀尔登、喀左县的山嘴子等地活动，开辟新区，秘密建立党的农村基层组织，壮大抗日力量。凌青绥工委领导的抗日武装部队频繁出击痛歼日伪军队，开辟了一大片抗日游击区，而且不断地巩固扩大。。1945年春，根据抗日斗争形势的需要，冀东第十六地分委成立，张化东任地委组织部长。
抗战胜利后，1945年8月曾克林率领冀东十六分区部队挺进东北，张化东任党委组织委员。盘踞在葫芦岛的1000多名日军还未缴械，张化东和苏军代表带部队前去缴械受降。到沈阳后，9月任沈阳卫戍区司令部副司令员并兼做东北地下党人员的组织关系接转工作。10月，沈阳市人民政府成立，兼任沈阳市公安总局副局长。11月，国民党军队大举进攻沈阳，中共党、政、军撤出。1945年11月下旬东北局决定成立辽西第一军分区，任司令员兼地委常委和专员公署专员，孙原为地委书记兼第—军分区政治委员。1946年3月调到吉辽省军区司令员周保中处报到。4月14日，解放军攻克长春后，东北局以及所属机关进驻长春后，张化东担任长春市委社会部部长兼公安总局副局长。1946年5月23日，他负责掩护各机关的撤退工作，是最后一批撤离长春的人员之一。6月，张化东抵达哈尔滨，按照东北军区的指示，肖劲光、朱理治、张化东率代表团与北朝鲜交涉大连和丹东的军用物资调用问题，达成协议后将大批军用物资运往北满。1946年底，东北局决定由东北军区后勤部长叶季壮和东北军区参谋长刘亚楼以及张化东组成代表团赴前苏联与苏远东军区司令部谈判，用东北大豆、猪肉等换回苏军带走的日本关东军的武器弹药、火车头、飞机、汽车、军装等，为装备东北野战军围歼国民党军队起到了一定作用。1946年底，为了巩固东北根据地建设，东北局决定成立东北贸易总公司，叶季壮任总经理，张化东任副总经理。1948年9月，东北贸易总公司改名为东北贸易总局，他任总局副局长。解放军攻占沈阳后，他任东北贸易部（部长王兴让）副部长兼东北财经委员会委员，后又兼任东北海关总局局长。 

### 共和国时期
中华人民共和国成立后，1949年12月，张化东跟随毛泽东主席、周恩来总理赴莫斯科，参加中苏友好条约的谈判和中苏贸易协定的签订。代表团其他成员有叶季壮、伍修权、吕东、欧阳钦，谈判历时4个月的时间。中苏贸易协定由叶季壮和张化东代表中国政府签字。1950年3月10日中央政务院第23次会议通过《关于统一全国国营贸易实施办法的决定》，为统一全国国营贸易，完成国家进出口计划，领导国内市场，调节全国和地方的物资供求，促进国家生产事业的迅速恢复与发展，设立全国范围的对外贸易专业总公司——中国进口总公司，任命卢绪章为经理。1951年1月8日，中国进出口公司（简称“中进出”）筹备组成立，人员来源以原中国进口总公司及其华北区公司为基础。2月13日，中国进出口公司接受中央贸易部委托，代为领导香港机构有关进出口公司的业务。3月1日公司在天津正式开业，主要任务是打破西方国家的“封锁”、“禁运”，开展对资本主义国家的贸易。张化东任公司经理，副经理倪蔚庭。中国赴东欧5国(德意志民主共和国、波兰、捷克、匈牙利、保加利亚)政府贸易代表团团长。1952年，任对外贸易部进口局局长。1956年8月，任中国驻苏联大使馆首席商务参赞，参与谈判并核定156项苏联援助中国的建设项目。1959年2月，随周恩来总理赴苏签订中苏两国政府协定。1960年12月，任外贸部二局局长。1963年4月在中国国际贸易促进会任副主席、代理主席。文化大革命中，他被打倒，关进秦城监狱两年多。1972年10月，在周恩来直接干预下，结束牢狱生活。1975年5月，经党中央审查，冤案得以平反。1979年底，任中国进出口商品检验总局局长。1996年3月，离职休养。他曾被选为第三、四、五、六、七届全国政协委员。1996年8月，张化东因病逝世，享年82岁。